# Adolph Samuel Wendisch
Adolph Samuel Wendisch (* 31. Mai 1821 in Thorn; † 20. Januar 1869 in Marienwerder, Westpreußen) war ein deutscher Richter und Parlamentarier.

## Leben
Wendisch war Sohn des Seifensieders Johann Michael Wendisch und seiner Ehefrau Charlotte geb. Probe. Er studierte an der Friedrichs-Universität Halle Rechtswissenschaft. 1841 wurde er Mitglied des Corps Borussia Halle. Als Inaktiver wechselte er an die Friedrich-Wilhelms-Universität zu Berlin. 1842 wurde er Auskultator in Thorn. Später war er Kreisgerichtsrat in Marienwerder. Von 1866 bis 1867 saß Wendisch als Abgeordneter des Wahlkreises Marienwerder 1 im Preußischen Abgeordnetenhaus. Er gehörte der Fraktion der Deutschen Fortschrittspartei an.